# Парк Строителей (Орск)
Парк Строи́телей — парк в городе Орске Оренбургской области, основанный в 1950 году. Расположен в Ленинском районе на берегу Песчаного озера. В парке растут берёза, клён, карагач, осина, тополь. На территории парка площадью 7,5 га расположены пляж, спортивные и детские площадки, аттракционы, летнее кафе, малые архитектурные формы. В 2000-х — 2010-х годах в парке проводились работы по его реконструкции, высаживались деревья, облагораживалась территория.

## История
Парк Строителей был создан решением горисполкома № 216 от 28 апреля 1950 года. В соответствии с данным решением участок у Песчаного озера площадью 7,5 га отводился тресту «Южуралтяжстрой». До 1950 года на этом месте находились подсобные хозяйства хлебозавода и школы № 6. Горисполком обязал «Южуралтяжстрой» обнести территорию металлической оградой, определил место для строительства летней танцплощадки с эстрадой. В 1950-х — 1960-х годах в парке были размещены аттракционы, танцплощадка, временный стадион и городской пионерский лагерь. В 1970-е годы были проведены работы по очистке озера, его углубили до 8 метров и закольцевали. В 1978 году в парке была проведена реконструкция, которая включала в себя высадку хвойных деревьев, установку новых аттракционов, укрепление базы лодочной станции. В парке были созданы первые в городе площадки для игры в большой теннис.
В 1990-е годы парк подвергался запустению. С 2005 года по настоящее время в парке регулярно проводятся работы по благоустройству территории.